# 山中豊子
山中豊子（やまなか とよこ、1908年10月12日　- 2006年2月15日）は、日本の美容師。「アーデン山中豊子」。広島市出身。

## 来歴
広島市西区草津本町849番地で生まれる。海産物商を営んでいた旧安芸広島藩武家の士族山中三郎とワカの次女で、この年は豊作で丸々と太った子であったことから父が豊子と名づけた。
第一次世界大戦後、1924年（大正13年）一家で渡米し、最新の美容技術を学んだ。1930年（昭和5年）カリフォルニア州における美容師試験に合格し美容師免許を取得して、ロス市の自宅でアザリー美容院をオープンした。
1935年（昭和10年）6月に帰国し東京の銀座5丁目の数寄屋橋ビル（現ソニービル）にアーデン美容店を開店した。日本にパーマを伝えた人であり、美容業界のゴッドマザーと称され、照宮、高松宮妃喜久子ら皇族のヘアースタイルを手がけるなど時代を代表する有名人や女優の高峰三枝子らや文化人が多く来店した。また、帝国ホテルにて宿泊中のアン・サリヴァン先生とヘレン・ケラーの整髪も行なっており、喜劇王チャーリー・チャップリンも来日時に来店するなど、日本の美容界を常にリードし、明治、大正、昭和、平成と業界の第一人者として美容の世界を牽引した。
1953年、北青山にアーデン山中ビューティーアカデミー開設。
1955年（昭和30年）木村徹と結婚し、書籍「美容全集」「美容院の経営」を出版した。日本ヘアデザイン協会（NHDK）の名誉会員となる 。東京都有楽町にある店に亡くなるまで毎日欠かさず足を運び、お客さんの相手やスタッフの面倒をみた。
戦国時代の武将・山中幸盛の娘・八重姫（盛江）の直系子孫。